# Långsjön (Stora Tuna socken, Dalarna, 671101-147581)
Långsjön är en sjö i Borlänge kommun i Dalarna och ingår i Dalälvens huvudavrinningsområde.